# 튜턴족 법
튜턴족 법(Udal law) 은 지금은 거의 현존하지 않는 노르웨이어에서 파생된 법률 제도로, 셰트랜드와 오크니, 스코트랜드 그리고,맨 섬쪽의 법에서 발견되었다. Odelsrett와 연관이 있다. 튜터족 법은 선왕 망누스1세 와 망누스6세에 의해 체계화되었다.퍼스 조약은 아우터헤르비디스와 맨 섬에 스코트랜드 법을 이전시키는 반면  노르만 법과 통치를 셰트랜드와 오크니에 적용시켰다.
스코트랜드 법정은 간헐적으로 재산권 문제에 대해서는 현재까지 튜터족 법의 우위를 인정하였다. 스코트랜드 법과 주요하게 다른 점에는 소유권문제와 국가간의 해안가 문제등이 포함되어있는데, 이는 파이프라인 운송업과 케이블문제에서 중요하게 여겨지는 것들이다.
튜턴족 법은 스코트 법과 함께 주로 셰트랜드와 오크니를 장악하고 있다.

## 같이 보기
- 노르만 어
- 고대 노르웨이 재산권 법
- 튜턴족

## 추가 문헌
- Drever, W.P. Udal Law in the Orkneys and Zetland